# Montréali jegyzőkönyv

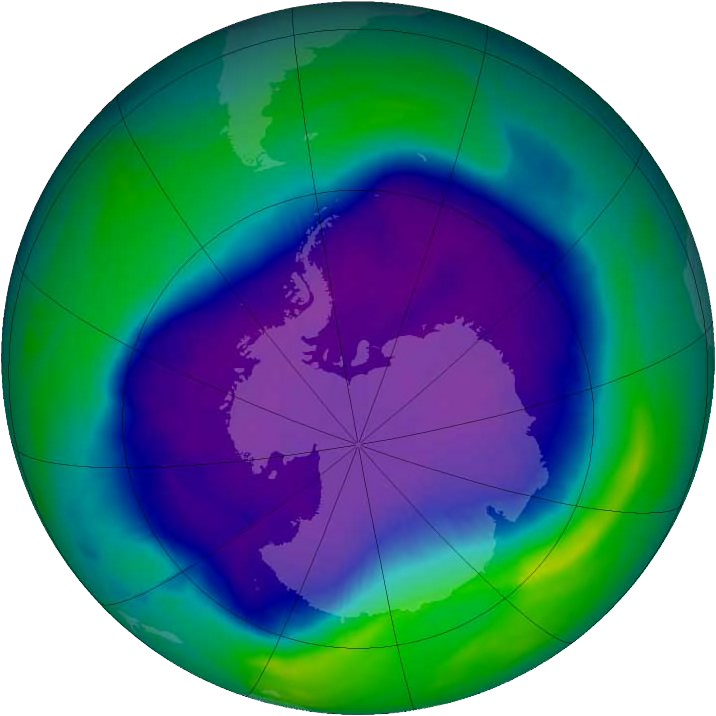
A legnagyobb antarktiszi ózonlyukat 2006 szeptemberében mérték

A montréali jegyzőkönyv az ENSZ Környezetvédelmi Programja (UNEP) által gondozott nemzetközi egyezmény, amely az ózont bontó halogénezett szénhidrogén-származékok (CFC-k) kibocsátásának korlátozására jött létre. A CFC-k és az ózon ritkulása közti kapcsolatot 1987-re sikerült bizonyítani, a jegyzőkönyvet 1987. szeptember 16-án nyitották meg aláírásra, 1989. január 1-jével lépett életbe. Az első konferenciára 1989-ben került sor Helsinkiben, ezt követte 1990 (London), 1991 (Nairobi), 1992 (Koppenhága), 1993 (Bangkok), 1995 (Bécs), 1997 (Montréal), és 1999 (Peking).
Ha a jegyzőkönyv hatályba lépése után nem sikerült volna jelentősen csökkenteni a CFC-gázok kibocsátását (gyártás minimalizálás, meglévő anyagok újrahasznosítása stb.), akkor 2050-re az északi félteke közepes szélességi zónája – ezen a földsávon él a legtöbb ember – elvesztette volna UV-elleni védelmének felét, míg a déli féltekén 70%-os lett volna a veszteség.[forrás?] A montréali jegyzőkönyv volt az első sikeres fellépés egy globális méretű környezetkárosító problémával szemben. 2004-re az antarktiszi ózonlyuk 20%-kal kisebb lett.[forrás?] A legnagyobb antarktiszi ózonlyukat 2006 szeptemberében mérték. 